# NGC 2689
NGC 2689 (również PGC 2333935) – galaktyka soczewkowata (S0), znajdująca się w gwiazdozbiorze Wielkiej Niedźwiedzicy. Odkrył ją 11 marca 1858 roku R.J. Mitchell – asystent Williama Parsonsa. Baza SIMBAD podaje, że NGC 2689 to sąsiednia galaktyka PGC 25042.